# The Simpsons (sæson 1)
Den første sæson af tv-serien The Simpsons blev første gang sendt i december 1989 til maj 1990.

## Afsnit

### Simpsons Roasting Over An Open Fire
Det bliver en knapt så lykkelig jul for familien Simpson, da Mr. Burns beslutter at afskaffe julebonusserne og Marge må bruge hele juleopsparingen på at fjerne en tatovering Bart troede ville være en ideel julegave. For at skjule det faktum at han ingen julebonus fik, tager Homer et ekstrajob som julemand i et supermarked. De penge han tjener på det går han direkte over og satser dem alle på hundevæddeløb. Selvfølgelig taber han. Så ser Homer at der er en hund der bliver sparket ud og Homer tager den med hjem. De kalder den Santas little helper

### Bart The Genius
Børnene på Springfield Elementary skal testes for deres intelligens i en individuel prøve i klassen. Bart snyder sig til lettjente point ved at udbytte sin egen prøve med Martin Princes. Hvad han dog ikke har forudset er at Martins IK er så høj at han egner sig til en specialskole for superintelligente børn. Så Bart kommer nu på prøve mere end nogensinde, også hvad angår forventningerne fra hans forældre.

### Homer's Odyssey
Homer bliver fyret for at forsage endnu en ulykke på atomkraftværket, og ender med næsten at begå selvmord. Men han trodser de ringe udsigter og i stedet ser han lyset, og bliver sikkerhedsaktivist. Snart begynder han at angribe sin gamle arbejdsplads.

### There's No Disgrace Like Home
Efter at have set andres familiære lykke ved den seneste firmaskovtur, pantsætter Homer TV'et og konsulterer en psykolog han har set reklamere på TV. Psykologen siger at hvis man ikke synes om behandlingen, får man pengene tilbage to gange!

### Bart The General
Da Bart bliver slået halvt fordærvet af skolens bølle efter at have forsvaret sin søster Lisa, går han sammen med sine venner efter bøllen. Bøllen er Nelson Muntz og det er hans første optræden i showet. Det er også Hermans første optræden.

### Moaning Lisa
Lisa er deprimeret over livets kvaler, og intet synes at kunne gøre hende glad igen. En nat møder hun "Bleedin' Gums" Murphy på en bro, og de jammer sammen om deres problemer.
Hun får rådet af sin mor, at hun ikke skal vise sine følelser udenpå, men gemme dem væk inden i, men da hun senere tager sit "gode" råd tilbage, bliver Lisa for alvor glad.
Dette er det første afsnit vi ser Bleedin' gum murphy, der har fået tilnavnet fordi han aldrig går til tandlægen. Han mener han har nok kvaler i forvejen.

### The Call Of The Simpsons
Det bliver lidt af en campingfiasko for familien Simpson. Først farer familien vild i skoven og mister al deres campingudstyr. Derefter går Bart og Homer efter hjælp, men bliver skyllet ned ad et vandfald, og mister al deres tøj. I mellemtiden stifter Maggie bekendtskab med nogle bjørne. Herefter bliver Homer forvekslet med Bigfoot.

### The Telltale Head
I et forsøg på at imponere de slemme fyre på skolen, skærer Bart hovedet af en statue af byens grundlægger, Jebediah Obediah Zacariah Jenadiah Springfield. Desværre chokerer denne drengestreg den ganske by og snart er helvede løs.

### Life On The Fast Lane
Homer giver Marge en bowlingkugle til hendes fødselsdag i den hensigt at bruge den selv. Men overraskende nok, beslutter Marge at hun vil lære at bowle, og ender med at få en affære med Jacques, hendes bowlinglærer.

### Homer's Night Out
Ved hjælp af Homers nye postordre-spionkamera, fanger Bart Homer på fersk gerning dansende med en meget letpåklædt mavedanser ved et polterabend.

### The Crepes Of Wrath
Efter at have skyllet et kanonslag ud i skoletoilettet, bliver Bart sendt til Frankrig som udvekslingsstudent. Her kommer han til at arbejde for et par småkriminelle, der hælder frostvæske i vinen. Alt imens dette, modtager den resterende Simpsons familie Adil Hoaxha, en albansk udvekslingsstudent, som viser sig at være spion.

### Krusty Gets Busted
Da Klovnen Krusty bliver anholdt for at røve den lokale døgner, Kwik-E-Mart, sværger Bart at rense sin helts navn selvom hans far, Homer, var vidne til forbrydelsen.

### Some Enchanted Evening
Da Marge ringer til en radiopsykolog, og fortæller at deres ægteskab er ved at smuldre, forsøger Homer at redde det, ved at invitere Marge ud til en hyggelig middag og en nat på the Offramp Inn. Men det viser sig at den babysitter de har hyret samme aften figurerer i tv-programmet "Amerikas farligste og tungest bevæbnede". Penny Marshall leverer gæsteoptræden.